# Горностає
Горностає (пол. Hornostaje) — село в Польщі, у гміні Моньки Монецького повіту Підляського воєводства.
Населення — 196 осіб (2011).
У 1975-1998 роках село належало до Білостоцького воєводства.

## Демографія
Демографічна структура станом на 31 березня 2011 року:
|          | Загалом | Допрацездатний вік | Працездатний вік | Постпрацездатний вік |
| -------- | ------- | ------------------ | ---------------- | -------------------- |
| Чоловіки | 102     | 16                 | 74               | 12                   |
| Жінки    | 94      | 18                 | 48               | 28                   |
| Разом    | 196     | 34                 | 122              | 40                   |